# Ел Сміт (музичний продюсер)
Ел Сміт (англ. Al  Smith), повне ім'я А́льберт Б. Сміт (англ. Albert B. Smith; 23 листопада 1931, округ Болівар, Міссісіпі — 7 лютого 1974, Чикаго, Іллінойс) — американський музичний продюсер лейблів Vee-Jay і BluesWay, басист, автор пісень («Big Boss Man»). Працював з Джиммі Рідом.

## Біографія
Народився 23 листопада 1931 в окрузі Болівар, штат Міссісіпі. Зростав неподалік Роуздейла (Міссісіпі); його мати володіла таверною («баррелхаус»). У шкільному гурті вчився грати на басу. Близько 1945 року переїхав у Чикаго, де того ж року організував власний оркестр із 8 інструментів. У сфері звукозапису починав як сесійний музикант, лідер гурту чи/і музичний продюсер на невеликих чиказьких лейблах, включаючи Chance, United, J.O.B. (1953; акомпанував Джонні Шайнсу) та U.S.A.
З кінця 1952 по весну 1959 року записувався як соліст на чотирьох невеликих незалежних лейблах у Чикаго. Очолював штатні гурти на Chance (1952—1954), Parrot/Blue Lake (1953—1955), United і States (1953—1956), і здебільшого на Vee-Jay (1954—1959). Спродюсував низку записів на лейблі Vee-Jay за участю Джиммі Ріда (співавтор його найбільшого хіта «Big Boss Man»), ду-воп гуртів The Spaniels і The Dells, Джеррі Батлера і Джона Лі Гукера. Серед відомих чиказьких музикантів, які з ним працювали були Сонні Кон, Боббі Флойд, Ред Голловей, Гарольд Ешбі, Джонні Борд, Леон Вашингтон, Едді Джонсон, Лусіус Вашингтон (Літтл Вош), Вон Фрімен, Мек Істон, Горас Палм, Норман Сіммонс, Віллі Джонс, Сан Ра, Лефті Бейтс, Метт Мерфі, Квінн Вілсон, Вернел Фурньє, Пол Гузман та Ел Данкан.
У 1960-х продовжував продюсувати Ріда і Гукера на лейблі BluesWay (дочірньому лейблі ABC-Paramount, заснованому у 1966 році для випуску блюзової музики) після закриття Vee-Jay. У 1970—1971 роках також працював менеджером Ріда. У 1970-х володів власним лейблом Blues On Blues, на якому виходили записи Ріда, Детройт Джуніора, Віллі Мейбона, Гоумсік Джеймса, Ерла Гукера, Біг Джо Вільямса та Джонні Янга.
Помер 7 лютого 1974 року у віці 50 років в Чикаго, штат Іллінойс. У 1974 році в журналі «Living Blues» був опублікований некролог Джима О'Ніла, в якому зазначалось про успішну кар'єру Сміта як менеджера і продюсера, а також його благодійність для дітей з малозабезпечених сімей та ув'язнених.

## Дискографія
- «Smoke Gets in Your Eyes»/«Slow Mood» (Chance, 1952)
- «One Two, Cha Cha Cha»/«Get Up and Go» (Falcon, 1957)
- «Road House»/«Quarter Party» (Falcon, 1957)
- «Wabash Blues»/«Left Field» (Abner, 1959)